# Leyla Rohrbeck
Leyla Rohrbeck (* 1990 in Berlin) ist eine deutsche Synchron- und Hörspielsprecherin. Sie ist die Tochter von Oliver Rohrbeck. Seit ihrer Kindheit war sie in Film und Fernsehen tätig. Zu ihren bekanntesten Auftritten zählt die Rolle der Kami Sanuk alias Camouflage in der Jugendhörspielserie Team X-Treme von Michael Peinkofer.

## Synchronisation
- 2000–2007 Scout Taylor-Compton (als Clara Forester) in Gilmore Girls[2]
- 2000 Camryn Grimes (als Rachel) in Verborgene Wahrheit[2]
- 2003 Joëlle Antonissen (als Kleines Mädchen) in Freddy vs. Jason[2]
- 2003 Caitlin Hale (als Marta) in School of Rock[2]
- 2005 Wyatt Entrekin (als Roseanne Cash) in Walk the Line[2]
- 2009 Chloë Grace Moretz (als Rachel Hansen) in (500) Days of Summer[2]

## Hörbücher und Hörspiele
- 2008–2010 Team X-Treme (16 Folgen)[3]
- 2013 Porterville – Das dunkle Geheimnis einer Stadt (als Emily Prey in Folge 1)[4]
- 2014–2015 Mark Brandis – Raumkadett (als Kim Pearby in den Folgen 2–6)[5]